# カミング・ホーム (テレビドラマ)
『カミング・ホーム』は、1994年7月8日から9月23日まで毎週金曜日21:00 - 21:54に、TBS系の「金9ドラマ」枠で放送された日本のテレビドラマ。主演は常盤貴子。原作は宮本輝の小説『彗星物語』。

## あらすじ
東京のベッドタウンに住む城田晋太郎の家に、ハンガリーからの留学生・ボラージュがやって来ることになった。彼は3年前、晋太郎がハンガリーに滞在していた時に通訳を担当していた。日本の近代史を熱心に勉強する姿に感動した晋太郎は、ボラージュに対して「自分の家で世話をする」として日本への留学を持ちかけたのだった。
しかし、3年の間に城田家の事情は激変しており、事業に失敗し会社は倒産、離婚した妹が4人の子供を連れて転がり込み、一挙に12人の大家族になっていた。

## キャスト
城田真由美
演 - 常盤貴子　
長女。高校卒業後、有名スタイリストの助手をしている。不倫発覚で父を激怒させるが、のちにボラージュの紹介で国際結婚をする。
城田紀代美
演 - 櫻井淳子　
次女。大学への進学を希望していたが、経済的理由で断念し就職。このことを理由にボラージュの受け入れに対して反発などを始め、こどもっぽい言動が見られ、周囲からたびたび「青臭い」と指摘されている。陰湿な嫌がらせをしたとして恭太から反発されたり、連続で失恋していたが、姉と同時期にウモニと婚約。趣味は貯蓄。ボラージュが帰国する直前、家族写真の撮影を提案。
城田幸一
演 - 前田耕陽　
長男。大学卒業後、広告代理店勤務。やや利己的な面があり、ボラージュとの同居を快く思っておらず、喧嘩にもなる。
城田敦子
演 - 藤田弓子
母。包容力があり、懐が深い性格で、離婚で出戻っためぐみ一家、留学して来たボラージュを快く受け入れ分け隔てなく接する。
ボラーニ・ボラージュ
演 - ロバート・ホフマン　
ハンガリーからの留学生。勤勉で何事に対しても実直な性格。
城田恭太
演 - 大西良和
次男で小学生。メガネを掛けている。のちに紀代美の婚約者のウモニに触発され、医師を目指すようになる。
高木由香
演 - 神矢夕紀
真由美の友人。真由美とルームシェアを計画するが…。
アラン・マッキントッシュ
演 - アンディ・スミス
ボラージュの友人。片桐との関係を清算した真由美と知り合い、婚約。
ウモニ・ンタニ
演 - サムエル・ポップ・エニング
ボラージュの友人で医師。紀代美と婚約。　
片桐慎也
演 - 永島敏行
真由美の同僚で既婚者。真由美と不倫をするが、のちに金髪美人に手出しをしたとして、真由美に別れを切り出される。
片桐沙智子
演 - 上原由恵
片桐の妻。離婚を強要して来た真由美に毅然とした態度で、片桐の性癖を伝える。
紀代美の同僚
演 - 水谷あつし
紀代美の誘いに曖昧な態度を取り、誤解される。その直後、紀代美を侮辱したとして、ボラージュと口論になる。　
大野正志
演 - 国広富之　
めぐみの元夫。めぐみに不満を抱き不倫の末、離婚。後妻との再婚後も、恭太を丸め込み城田家に接近。春雄のみを引き取ろうとするなど身勝手な言動が多く見られる。めぐみに言い寄る姿に激怒した春雄に殺されかかった直後、城田家に乗り込み、めぐみを中傷するが福造らから罵られ追い返される（原作では子供達への面会を希望するも拒絶を知り、諦めて去ってゆく姿が描かれている）。
城田めぐみ
演 - 岡田奈々　
晋太郎の妹。美樹が幼い頃、正志の浮気を理由に離婚し、4人の子を連れて、父と兄の元へ出戻った。鬱状態になっていたが、ボラージュの励ましなどもあり、明るさを取り戻してゆく。高校生の頃は、バスケット部で活躍していたらしい。
城田春雄
演 - 松嶋亮太
めぐみの長男。尊敬していた父の裏切りを許せず自棄になっていた。母に接近した父を憎悪。殺そうとまでしたが、ボラージュに制止される。晋太郎の真意を知って寿司職人への夢を抱く。
城田夏雄
演 - 菅田大輔
城田秋夫
演 - 佐藤侑輝
城田美樹
演 - 向野澪
メタル
演 - 萩野崇
暴走族のリーダー。一時期、春雄と親しくなっていたが、脱退を申し出た彼に対して激怒。皆の前で暴力を振るう。　
城田晋太郎
演 - 梅宮辰夫　
父。家具メーカー勤務。性格に昔気質な面が見られるが、面倒見の良い性格。
城田福造
演 - 丹波哲郎
晋太郎の父。ご隠居状態となっている。正志を憎悪している。

## スタッフ
- 原作：宮本輝『彗星物語』より
- 監督：岡本弘、寺山彰男
- 脚本：江連卓
- プロデュース：春日千春、岡田裕克
- 音楽：岩本正樹
- 制作：大映テレビ、TBS

## テーマ曲
- 主題歌「お帰りなさい～カミング・ホーム」（歌：神子雅、作詞・作曲：ディーター・ボーレン、日本語詞：鮎川めぐみ、編曲：岩本正樹）
- エンディング・テーマ「DAY AFTER DAY」（歌：シンシア、作詞：篠原仁志、作曲：関口敏行、編曲：志熊研三）

## 放送日程
| 各話   | 放送日  | サブタイトル     | 監督     |
| ------ | ------- | ---------------- | -------- |
| 第1話  | 7月08日 | 13人と犬一匹     | 岡本弘   |
| 第2話  | 7月15日 | 長女と不倫       | 岡本弘   |
| 第3話  | 7月22日 | もうぶたないで!  | 寺山彰男 |
| 第4話  | 7月29日 | 父の出現         | 寺山彰男 |
| 第5話  | 8月05日 | 13本の矢         | 岡本弘   |
| 第6話  | 8月12日 | 10年前の恋       | 岡本弘   |
| 第7話  | 8月19日 | 涙のバカヤロー!  | 寺山彰男 |
| 第8話  | 8月26日 | 海辺の出来事     | 寺山彰男 |
| 第9話  | 9月02日 | 失恋のヤケ喰い   | 岡本弘   |
| 第10話 | 9月09日 | 記念写真の謎     | 岡本弘   |
| 第11話 | 9月16日 | 私たち結婚します | 寺山彰男 |
| 最終話 | 9月23日 | さよならフック   | 岡本弘   |

## 備考
- モノラル放送の連続ドラマはこの作品が最後となる。
- 本ドラマから13年後の2007年12月3日には原作と同名の『彗星物語』の題名で2時間ドラマ（「ナショナルドラマスペシャル」）が放送された。
参考：彗星物語の番組ページ